# Ghost Riders (album)
| Recensione | Giudizio |
| ---------- | -------- |
| AllMusic   |          |

Ghost Riders è un album degli Outlaws, pubblicato dalla Arista Records nel 1980. Il disco fu registrato al Record Plant di Los Angeles, California, al Bayshore Recording di Miami, Florida ed al Mediasound di New York City, New York.

## Tracce
Lato A
1. (Ghost) Riders in the Sky – 5:52 (Stan Jones)
2. White Horses – 3:53 (Freddie Salem)
3. Angels Hide – 5:45 (Hughie Thomasson)
4. Devil's Road – 4:50 (Freddie Salem)

Lato B
1. I Can't Stop Loving You – 4:21 (Billy Nicholls)
2. Wishing Wells – 3:35 (Hughie Thomasson)
3. Sunshine – 5:38 (Billy Jones, Mike Duke)
4. Freedom Walk – 5:45 (Billy Jones)

## Formazione
- Hughie Thomasson - chitarra solista, chitarra acustica, voce, accompagnamento vocale e cori
- Billy Jones - chitarra solista, voce, accompagnamento vocale e cori
- Freddie Salem - chitarra solista, voce, accompagnamento vocale e cori
- Rick Cua - basso, voce, accompagnamento vocale e cori
- David Dix - batteria

Ospiti
- Mike Duke - pianoforte, organo
- Gary Lyons - tastiere, co-produttore
- Valerie Carter - accompagnamento vocale e cori
- Ron Hicklin - accompagnamento vocale e cori (brano: (Ghost) Riders in the Sky)
- John Paul Joyce - accompagnamento vocale e cori (brano: (Ghost) Riders in the Sky)
- Louis Marford - accompagnamento vocale e cori (brano: (Ghost) Riders in the Sky)
- Jerry Whitman - accompagnamento vocale e cori (brano: (Ghost) Riders in the Sky)
- Myrna Matthews - accompagnamento vocale e cori (brano: (Ghost) Riders in the Sky)[4][5][6]